# 하이웨이 (2014년 영화)
하이웨이(Highway)는 인도에서 제작된 임티아즈 알리 감독의 2014년 드라마, 멜로/로맨스 영화이다. 란디프 후다 등이 주연으로 출연하였다.

## 출연

### 주연
- 란디프 후다
- 알리아 바트